# A.T.M.O.S.P.H.E.R.E
『A.T.M.O.S.P.H.E.R.E』（アトモスフィア）は、声優ユニット・スフィアの1枚目のオリジナルアルバム。2009年12月23日にGloryHeavenから発売された。

## 概要
通常盤と初回限定盤の2種類の仕様で発売され、初回限定盤にはDVDが付属されている。初回限定盤はスペシャルブックレット仕様で、同梱されているDVDには、スフィア結成以前の2008年から2009年8月30日にJCBホールで開催されたスフィアの2ndライブイベント『Shake X Sphere 〜夏の夜の夢〜』までのオフショットと、2ndライブでの演劇パート『スフィア30分劇場 すぱのば!』（作・演出：浅沼晋太郎）の映像で構成されたスフィアのヒストリー映像『Road of Sphere〜JCBホールまでの道〜』が収録されている。
シングルからは『Future Stream』、『Super Noisy Nova』が収録され、共にカップリング曲の『Treasures!!』、『Dangerous girls』も収録されている。それら以外の8曲はすべて新曲となっているが、このアルバムの発売日の約1ヶ月前に発売された3rdシングル『風をあつめて/Brave my heart』は、セカンドアルバムの『Spring is here』に収録となった。
豊崎によれば、自分が頑張らなければいけないという気持ちが込められた元気になれるアルバムであるという。

## 収録曲
CD
1. Future Stream [4:21]
作詞：畑亜貴、作曲・編曲：山口朗彦
  - テレビアニメ『初恋限定。』オープニングテーマ
  - 音楽情報番組『Run Run LAN!』2009年4月・5月度エンディングテーマ
2. 本当だから困るんだ [4:49]
作詞：畑亜貴、作曲・編曲：渡辺和紀
3. PRINCESS CODE [4:38]
作詞：こだまさおり、作曲・編曲：橋本由香利
4. Treasures!! [4:06]
作詞：畑亜貴、作曲・編曲：黒須克彦
  - オンラインゲーム『トリックスター』イメージソング
5. 君の空が晴れるまで [4:34]
作詞：畑亜貴、作曲・編曲：山口朗彦
6. らくがきDictionary [4:36]
作詞：畑亜貴、作曲・編曲：黒須克彦
7. Dangerous girls [3:55]
作詞：畑亜貴、作曲・編曲：黒須克彦
  - PSP用ゲームソフト『剣と魔法と学園モノ。2』イメージソング
8. Dream sign [4:56]
作詞：畑亜貴、作曲：黒須克彦、編曲：虹音
9. Super Noisy Nova [4:26]
作詞：畑亜貴、作曲：rino、編曲：虹音
  - テレビアニメ『宙のまにまに』オープニングテーマ
  - 音楽情報番組『Run Run LAN!』2009年7月・8月度エンディングテーマ
10. Joyful×Joyful [5:28]
作詞・作曲：rino、編曲：大久保薫
11. サヨナラSEE YOU [4:35]
作詞：こだまさおり、作曲・編曲：山口朗彦
12. A.T.M.O.S.P.H.E.R.E [5:26]
作詞：畑亜貴、作曲：黒須克彦、編曲：虹音
  - アニメ情報番組『Club AT-X だぶるあ〜る』2010年冬エンディングテーマ

DVD（初回限定盤のみ）
1. A.T.M.O.S.P.H.E.R.E（Music Clip）
2. Road of Sphere〜JCBホールまでの道〜